# Mom (película)
Mom es una película dramática india de 2017 dirigida por Ravi Udyawar con un guion escrito por Girish Kohli. Producida por Randa Elamin, Sunil Manchanda, Mukesh Talreja, Naresh Agarwal y Gautam Jain, la película fue protagonizada por Sridevi, una madre común y maestra de escuela que se dispone a vengar a su hijastra, interpretada por Sajal Ali. Adnan Siddiqui, Akshaye Khanna y Nawazuddin Siddiqui aparecen en papeles secundarios. La cinta marca la última aparición de Sridevi en el cine, actriz que falleció a causa de un ahogamiento accidental el 24 de febrero de 2018.

## Sinopsis
Devki es una maestra de biología y un ama de casa común y corriente. Un día, su hijastra Arya, de la que no goza de mucha simpatía, es secuestrada y violada por cuatro jóvenes, que la dejan medio muerta al lado de la carretera. Los jóvenes son llevados a juicio pero finalmente, a falta de pruebas y manipulando la verdad, quedan libres de todo cargo. Devki, impotente ante la situación y llena de furia, contrata al detective Daya Kapoor para que consiga toda la información posible sobre los jóvenes que le permita vengarse de ellos uno a uno, ante la incapacidad de las autoridades locales para resolver el caso. Sin embargo, Devki no cuenta con la presencia del oficial Matthew Francis, que sospecha de ella y ahora sigue su pista. 

## Reparto
- Sridevi es Devki Sabarwal.
- Adnan Siddiqui es Anand Sabarwal.

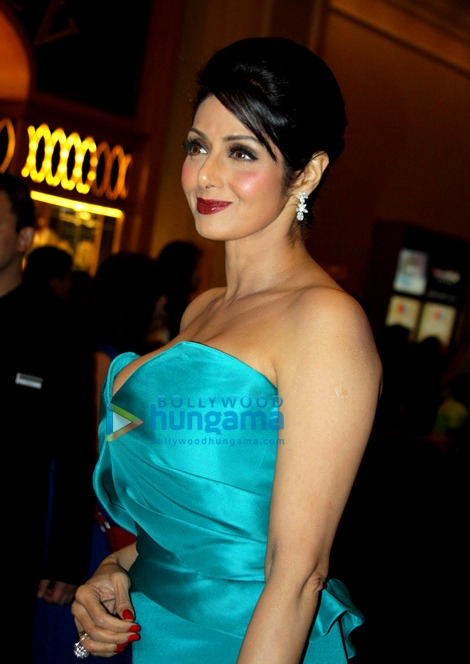
Mom marca la última aparición de la actriz Sridevi en el cine.

- Nawazuddin Siddiqui es Daya Shankar "DK" Kapoor.
- Akshaye Khanna es Matthew Francis.
- Sajal Ali es Arya.
- Abhimanyu Singh es Jagan.
- Pitobash es Baburam.
- Vikas Verma es Charles Diwan.
- Adarsh Gourav es Mohit.

## Recepción
La película fue estrenada el 7 de julio de 2017 en cuatro idiomas, recibiendo críticas positivas y generando grandes ganancias de taquilla. Sridevi fue muy elogiada por su actuación en la película. Times of India afirmó que la actriz "demuestra por qué es la suma sacerdotisa del cine indio". La cinta recibió dos premios en los 65° National Film Awards: a Mejor actriz para Sridevi, marcando la primera victoria póstuma en la categoría y a Mejor banda sonora para A. R. Rahman.